# 계합사 (논리학)
언어학 에서 계합사(繫合詞, copula)란 문장의 주어를 그 보충해주는 말(보어)에 연결해주는 말이다. 가령, 영문장에서 "The sky is blue"의 "is", "It was not being co-operative."의 "was not being" 등을 가리킨다. 영어로 copula라는 단어는 서로 다른 것을 연결하여 묶는다는 의미의 라틴어 명사에서 따왔다.
예외가 있기는 하지만, 계합사는 통상 동사 혹은 동사와 유사한 단어로 된다.  영어로 계합사는 종종 계합동사(copular verb)라고도 한다. 영어권의 초등교육 영문법 과정에서는 계합사(a copula)보다는 연사(連辭, a linking verb)라는 말을 자주 쓴다.  다른 언어권에서 계합사는 다른 형태를 띄기도 하는데, 가령 한문이나 과라니어와 같이 대명사와  유사한 경우도 있고, 또한 한국어, 베자어(Beja language), 이누이트어와 같이 접미사의 형태를 띄기도 한다.
대부분의 언어에서는 주로 사용하는 계합사를 하나씩 가지고 있지만, (스페인어나 포르투갈어, 태국어처럼) 종종 하나 이상을 가진 경우도 있고, 반면에 계사가 아예 없는 언어들도 있다. 영어의 경우에 계사는 be동사("to be")이다. 일반적으로 '계합사'라 하면 이와 같은 주요 동사들을 가리키기는 하지만, (영어의 become, get, feel, seem과 같이) 그러한 유사한 기능을 하는 더 넓은 의미의 동사군을 가리키기도 한다. 하지만 대체어로서 반계합사(半繫合詞, semi-copulas) 혹은 유사계합사(pseudo-copulas)라는 말로 이들을 구분하기도 한다.

## 문법적 기능
계합사는 주로 절의 주어를 이를 보충해주는 말과(주격 보어) 연결하는 데 사용한다. 계합동사는 보통 서술어의 일부로 여겨지며, 그 나머지 부분은 서술적 표현이라고 불리게 된다.(서술어=계합사+서술적 표현) 계합사를 포함하는 간단한 절 하나를 예로 들어보자.
The book is on the table.
이 문장에서 명사구 "the book"은 주어이며, 동사 "is"는 계합사의 역할을 하며, 전치사구 on the table은 서술적 표현이 된다. (영문법 이론에 따라서는) 이때 "is on the table"이라는 표현 전체를 서술어 혹은 동사구라 부른다.
계합사와 결합한 서술적 표현은 계합사의 보어라고도 알려져 있는데, 이는 명사 혹은 명사구, 형용사 혹은 형용사구, 전치사구, 부사 혹은 시간이나 장소를 나타내는 부사구와 같은 여러 가지 형태를 취할 수 있다. 예를 들어보자.(굵은 글씨는 계합사이며, 기울인 글씨는 서술적 표현이다.)
- Mary and John are my friends.
- The sky was blue.
- I am taller than most people.
- The birds and the beasts were there.

세 문장성분(주어, 계합사, 서술적 표현)이 반드시 이러한 순서로만 나오는 것은 아니다. 이러한 문장성분들이 반드시 이 순서일 필요는 없다. 문장성분의 배치는 언어마다 특징적인 어순에 따른다. 영어와 같이 SVO형의 언어에서는 어순이 위와 같이 되는 것이 보통이지만, 다른 형태도 가능하다.
- 주어와 조동사가 도치되는 절의 많은 경우에 계합사는 주어 앞으로 옮겨진다: Are you happy?
- 계합사의 도치구문에서는 서술적 표현이 계합사에 앞서고, 주어가 그 뒤를 따른다: In the room were three men.

심지어 세 성분 가운데 하나 (혹은 둘까지도) 생략되는 경우도 있다.
- 주어가 없는 언어에서는 주어가 마치 다른 형태의 문장에 있다는 듯이 빠질 수도 있다. 가령 이탈리아어로 sono stanco는 "나는 지쳤어.(I am tired)"를 의미하지만, 축어적으로는 "지쳤어.(am tired)"가 된다.
- 영어와 같은 언어의 비정형절(non-finite clauses)에서는 being tired와 같은 분사구나 to be tired와 같은 부정사구와 같이 주어가 종종 생략된다. 이는 Be good!과 같이 명령문에서도 마찬가지다.
- 계합사가 나타나지 않는 경우에 대해서는 § Zero copula 부분을 참고.
- 세 성분 가운데 어떤 것이라도 다양하고 일반적인 형태의 생략의 결과로 빠질 수 있다. 특히 영어에서 서술적 표현은 동사구가 생략되는 구조와 유사하게 I am, Are they? 등과 같이 생략될 수 있다.(이 경우 서술적 표현은 이전 문맥을 통해 이해하게 된다.)

서술적 표현과 주어가 서로 자리를 바꾸는 계합사의 도치구문은 다양한 언어에서 확인된다. 특히 이러한 문장에서 주격 명사구와 서술어 동사구의 일반적인 구분이 어려워지는 경우에 이는 많은 이론적 분석의 화두가 되곤 했다.
또 다른 문제는 주어와 서술적 표현이 모두 명사구인 경우(그리고 그 수가 다른 경우)의 문법적 일치이다. 영어에서 계합사는, "the cause of the riot is these pictures of the wall"에서와 같이 구문상의 주어가 논리상의(의미론적) 주어와 일치하지 않는다 하더라도 구문상의 주어에 일치시킨다. 이탈리아어문 "la causa della rivolta sono queste foto del muro"와 비교해보자. 동사 "sono"는 복수로서 단수인 구문상의 주어 "la causa"(the cause)가 아니라 복수인 의미상의 주어 "queste foto"(these photos)에 일치시켰다. 그러나 영어의 구문상의 주어가 복수인 전치사의 목적어를 포함하는 경우에는 "What kind of birds are those?"와 같이 전치사의 목적어를 서술적 표현에 일치시킨다.
어떤 언어들에서는 계합사라는 개념의 정의와 범위가 그다지 정확할 필요가 없다. 상술한 바와 같이 영어의 계합사가 be동사와 매우 강하게 연관되어 있기는 하지만, 이외에도 계합사처럼 사용되는 동사들은 많다.
- The boy became a man.
- The girl grew more excited as the holiday preparations intensified.
- The dog felt tired from the activity.

이보다는 계합사의 성격이 약하지만, 이런 예문도 있다.
- The milk turned sour.
- The food smells good.
- You seem upset.